# Кико (принцесса)
Кико, принцесса Акисино (яп. 文仁親王妃紀子 Фумихито Синно:хи Кико), в девичестве Кико Кавасима (яп. 川嶋 紀子 Кавасима Кико,  родилась 11 сентября 1966 года  в 23:40 (JST) в Сидзуоке) — жена принца Акисино, младшего сына императора Акихито и императрицы Митико. Дочь университетского профессора, которая стала второй простолюдинкой, вышедшей замуж за члена императорской семьи (первой стала её свекровь, императрица Митико, в 1959 году).

## Детство и юность
Принцесса Кико — старшая дочь Тацухико Кавасимы (1940—2021), профессора экономики в университете Гакусюин, и его жены Кадзуё Сугимото. В детстве друзьями и родственниками она ласково звалась Кики. До школы она жила в США, где её отец получил степень доктора по экономике регионов от Университета штата Пенсильвания и позже преподавал там. Принцесса Кико посещала начальную и среднюю школу в Вене, Австрия, когда её отец стал главным исследователем в Международном институте прикладного системного анализа (IIASA) в Лаксенбурге, Австрия, где он изучал науку о пространстве и деятельность общественных организаций (NGO). Будущая принцесса бегло научилась говорить по-английски и по-немецки. Кико участвовала в Ship for Southeast Asian Youth Program (SSEAYP) в 1987 году и продолжает быть сторонницей этой программы. Она стала студенткой кафедры психологии на факультете литературы в университете Гакусюин в 1989 году. Кико продолжила обучение на дипломированного специалиста по психологии в Гакусюине и закончила первую часть докторантуры в 1995 году. Принцесса Кико была выбрана как один из молодых мировых лидеров 2007 года по опросам 4000 кандидатов.

## Брак
Принц Акисино первый раз сделал предложение Кико Кавасиме 26 июня 1986 года, когда они были студентами в Гакусюине. Пара, однако, не объявляла своего намерения пожениться в течение трех лет. Обручение получило формальную санкцию 10 членов Совета Императорского Дома 12 сентября 1989 года. Свадьба состоялась в Императорском Дворце в Токио 29 июня 1990 года. Экономический Совет Императорского Дома предварительно даровал принцу позволение создать новую владетельную ветвь императорской семьи, и Император разрешил ему титуловаться Акисино-но-мия (принц Акисино) в свадебный день. После брака его невеста стала Её Императорским Высочеством принцессой Акисино, известной неофициально как принцесса Кико.
Предложение и брак принца Акисино к урождённой Кико Кавасима нарушили несколько традиций. Во-первых, когда жених был всё ещё аспирантом в Гакусюине и женился раньше своего старшего брата, наследного принца Нарухито. Во-вторых, принцесса была первая женщина из среднего класса, путём брака попавшей в императорскую семью. Хотя Императрица Митико была от рождения простым человеком, она была из очень богатого семейства; её отец был президент большой мукомольной компании. Наконец, предложение и брак, как сообщали, были по любви. Принцесса Кико продолжила своё обучение в аспирантуре по психологии, совмещая его с официальными обязанностями и получила Magister Artium в психологии в 1995 году. Она известна активной поддержкой людей, страдающих глухотой, и как квалифицированный синхронный переводчик с их языка жестов.
Она страдает от остеопороза (синдрома запястного канала), усугубленного вследствие грудного вскармливания, этот симптом обычен среди женщин средних лет, как сказал её доктор 14 декабря 2007 года.

## Дети
Начиная с 1997 года принц Акисино и принцесса Кико и их дети своим основным местом жительства сделали дворец Акасака в Мотоакасака, Минато, Токио. Пара имеет двух дочерей и одного сына:
- Принцесса Мако Акисино (眞子内親王) (рождена 23.10.1991)
- Принцесса Како Акисино (佳子内親王) (рождена 29.12.1994)
- Принц Хисахито Акисино (悠仁親王) (рождён 6.09.2006)

## Общественная деятельность
Принцесса Акисино часто сопровождает мужа во время посещений разнообразных официальных мероприятий в пределах Японии. Это: летние и зимние Национальные спортивные фестивали, День зелени и церемонии вручения дипломов. Пара также встречается с важными иностранными гостями в целях улучшения дипломатических отношений.
Принц и принцесса осуществили множество официальных визитов в другие страны. В июне 2002 года они стали первыми членами императорской семьи, посетившими Монголию во время празднования 30-й годовщины дипломатических отношений. В октябре 2002 года они были в Нидерландах на похоронах принца Клауса Нидерландского. В сентябре 2003 года принц и принцесса посетили в рамках визита доброй воли острова Фиджи, Тонга и Самоа — снова это было первое посещение этих стран членами императорской семьи. В марте 2004 года принц и принцесса возвратились в Нидерланды на похороны принцессы Юлианы Нидерландской. В январе 2005 года они прибыли в Люксембург на похороны великой герцогини Шарлотты Жозефины. В январе 2006 года они прилетели в Индонезию на церемонию празднования 50-й годовщины дипломатических отношений между Японией и Республикой Индонезия. С октября по ноябрь 2006 года они гостили в Парагвае на праздновании 70-й годовщины начала японской эмиграции в эту страну.
Принцесса Акисино также возложила на себя обязанности патронессы Японской анти-туберкулезной Ассоциации, став преемницей последней принцессы Титибу в июне 1994 года. К тому же она играет активную роль в Японском обществе Красного креста.

## Почётные звания
- Президент Японской антитуберкулёзной ассоциации
- Почётный вице-президент японского Общества Красного Креста